# 日本福祉大学
日本福祉大学（にほんふくしだいがく、英語: Nihon Fukushi University）は、愛知県知多郡美浜町奥田会下前35番6号に本部を置く日本の私立大学。1953年創立、1957年大学設置。略称は福祉大（ふくしだい）、日福（にっぷく）、日福大（にっぷくだい）。

## 概要
日本で最初の福祉大学として、1957年（昭和32年）に設立。
戦前からハンセン病療養所や孤児院を運営していた大乗報恩会、後の昭徳会（現在の社会福祉法人昭徳会）の理事長で愛知県社会事業協会理事の日蓮宗僧侶、鈴木修学によって1953年に設立された中部社会事業短期大学（1958年廃止）がその前身である。
福祉の大学としては日本で一番歴史が古く、2014年に創立60周年を迎え、2017年現在、8学部10学科を擁する福祉系総合大学となっている。また地域貢献を謳っており、設立当初より愛知県から地盤を移していない。
日本社会事業大学と共に日本の福祉教育の草分け的な伝統校であり、国家資格の社会福祉士や精神保健福祉士は、日本社会事業大学、東北福祉大学と共に、福祉三大学として多くの合格者を輩出している。

## 沿革
- 1957年（昭和32年）4月 - 中部社会事業短期大学に代わる形で名古屋市昭和区に開学、社会福祉学部の第1部・第2部を設置。
- 1958年（昭和33年）4月 - 日本福祉大学附属立花高等学校（普通科・男女共学）開校。
- 1961年（昭和36年）4月 - 日本福祉大学女子短期大学部（保育科）開学。
- 1969年（昭和44年）4月 - 大学院社会福祉学研究科社会福祉学専攻修士課程を設置。
- 1976年（昭和51年）4月 - 経済学部経済学科を設置。
- 1978年（昭和53年）- 愛知大学野球連盟に加盟。
- 1983年（昭和58年）4月 - 知多郡美浜町に総合移転。
- 1985年（昭和60年）1月 - 長野県長野市で発生した犀川スキーバス転落事故により学生22名、教員1名など25名が死亡。
- 1995年（平成7年）4月 - 半田キャンパスを開設。情報社会科学部情報社会科学科を設置。
- 1996年（平成8年）4月 - 経済学部に経営開発学科を開設。大学院社会福祉学研究科社会福祉学専攻博士後期課程を設置。社会福祉学部を発達福祉専攻と福祉システム専攻に専攻分離。
- 1999年（平成11年）4月 - サテライトキャンパス名古屋（現:名古屋キャンパス南館）を開設。大学院社会福祉学研究科福祉マネジメント専攻修士課程（夜間）、情報・経営開発研究科情報・経営開発専攻修士課程を設置。
- 2000年（平成12年）4月 - 社会福祉学部第1部を社会福祉学部に改組。社会福祉学部保健福祉学科を設置。経済学部経営開発学科に医療・福祉経営コースを設置。社会福祉学部、経済学部経営開発学科に昼夜開講制を導入。
- 2001年（平成13年）4月 - 通信教育部（経済学部経営開発学科）を設置。大学院情報・経営開発研究科情報・経営開発専攻に博士課程を設置。東京オフィスを開設。
- 2002年（平成14年）4月 - 大学院国際社会開発研究科修士課程（通信）を設置。
- 2003年（平成15年）
  - 3月 - 社会福祉学部第2部を廃止。
  - 4月 - 名古屋キャンパス開設。福祉経営学部医療・福祉マネジメント学科、国際福祉開発マネジメント学科設置。通信教育部（福祉経営学部医療・福祉マネジメント学科）開設。大学院社会福祉学研究科心理臨床専攻修士課程を設置。名古屋キャンパスを開設。
- 2004年（平成16年）- 社会福祉学部心理臨床学科を設置。情報社会科学部人間福祉情報学科、生活環境情報学科を設置。大学院社会福祉学研究科社会福祉学専攻（通信）を設置。大学院国際社会開発研究科国際社会開発専攻博士課程（通信）を設置。
- 2007年（平成19年）
  - 3月 - 経済学部経営開発学科を廃止。情報社会科学部情報社会科学科を廃止。
  - 4月 - 大学院福祉社会開発研究科社会福祉学専攻博士課程を設置。福祉社会開発研究科福祉経営専攻博士課程を設置。福祉社会開発研究科人間環境情報専攻博士課程を設置。福祉社会開発研究科国際社会開発専攻博士課程（通信）を設置。福祉経営・人間環境研究科福祉経営専攻修士課程を開設。福祉経営・人間環境研究科人間環境情報専攻修士課程を開設。
  - 9月 - 通信教育部（経済学部経営開発学科）廃止。
- 2008年（平成20年）4月 - 健康科学部リハビリテーション学科（理学療法専攻、作業療法専攻、介護学専攻）、福祉工学科（健康情報専攻、バリアフリーデザイン専攻）を設置。子ども発達学部子ども発達学科（保育専修、初等教育専修）、心理臨床学科を設置。国際福祉開発学部国際福祉開発学部を設置。
- 2009年（平成21年）4月 - 大学院医療・福祉マネジメント研究科医療・福祉マネジメント専攻修士課程を設置。
- 2010年（平成22年）3月 - 大学院福祉社会開発研究科人間環境情報専攻博士課程を廃止。
- 2011年（平成23年）3月 - 大学院情報・経営開発研究科情報・経営開発専攻博士前期課程を廃止。大学院福祉経営・人間環境研究科を廃止。
- 2013年（平成25年）3月 - 福祉経営学部国際福祉開発マネジメント学科を廃止。
- 2014年（平成26年）5月 - 情報社会科学部人間福祉情報学科、情報社会科学部生活環境情報学科を廃止。
- 2015年（平成27年）
  - 3月 - 社会福祉学部心理臨床学科廃止。
  - 4月 - 東海市に東海キャンパス開設。看護学部看護学科を設置。東京オフィスを移転し、東京サテライトとする。大阪サテライト開設。
- 2017年（平成29年）4月 - スポーツ科学部スポーツ科学科を設置。社会福祉学部社会福祉学科に専修制（行政、子ども、医療、人間福祉の各専修）を導入。
- 2018年（平成30年）4月 - 健康科学部福祉工学科の健康情報専修を情報工学専修に、バリアフリーデザイン専修を建築バリアフリー専修へ改称。
- 2020年（令和2年）4月 - 子ども発達学部を教育・心理学部へ名称変更。大学院看護学研究科看護学専攻修士課程を開設。
- 2021年（令和3年）4月 - 大学院スポーツ科学研究科スポーツ科学専攻修士課程を開設。
- 2025年（令和7年）4月 - 健康科学部福祉工学科を改組し、工学部工学科を開設予定。教育・心理学部子ども発達学科をこども学科へ名称変更予定。

## 基礎データ

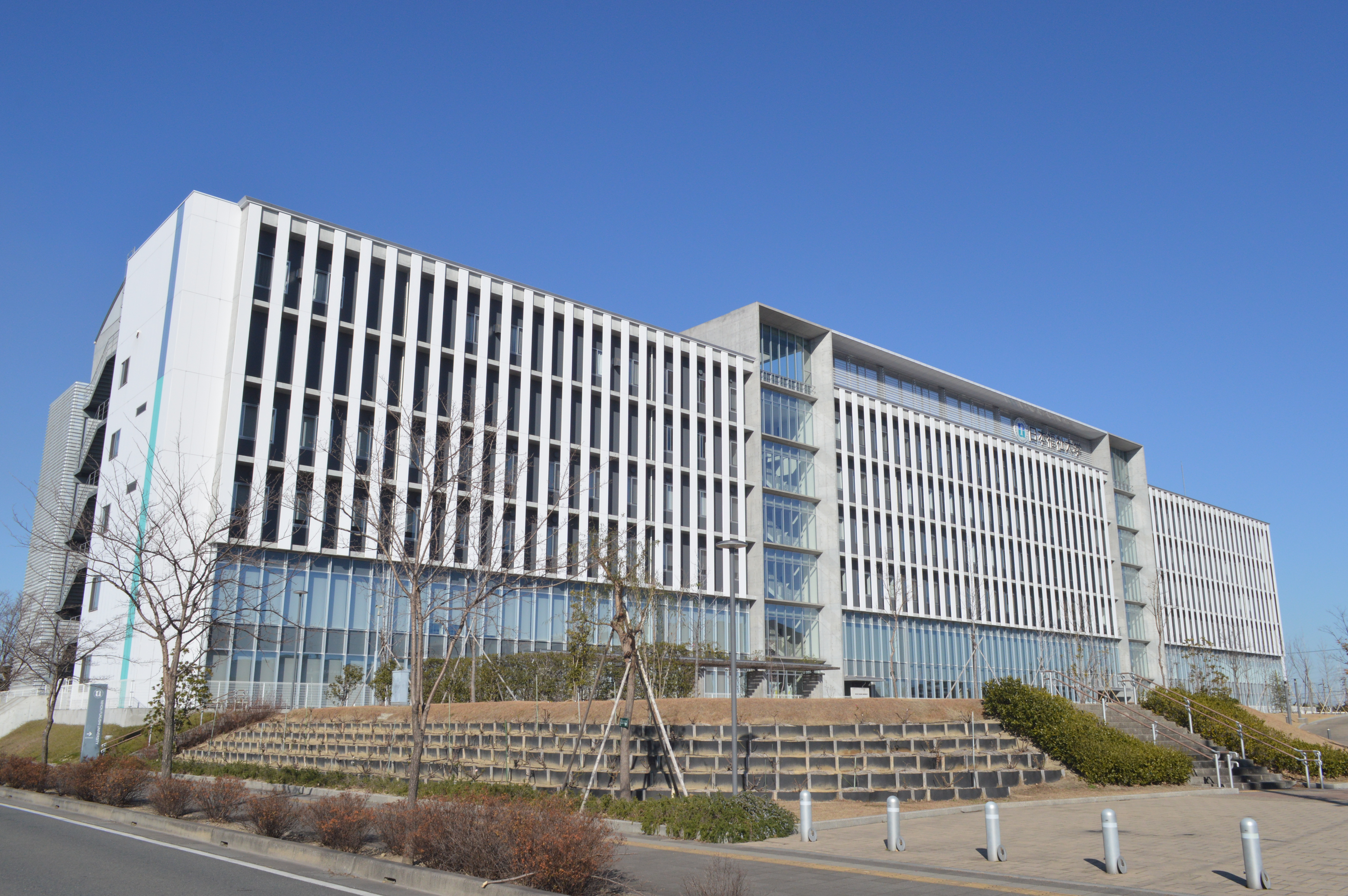
東海キャンパス

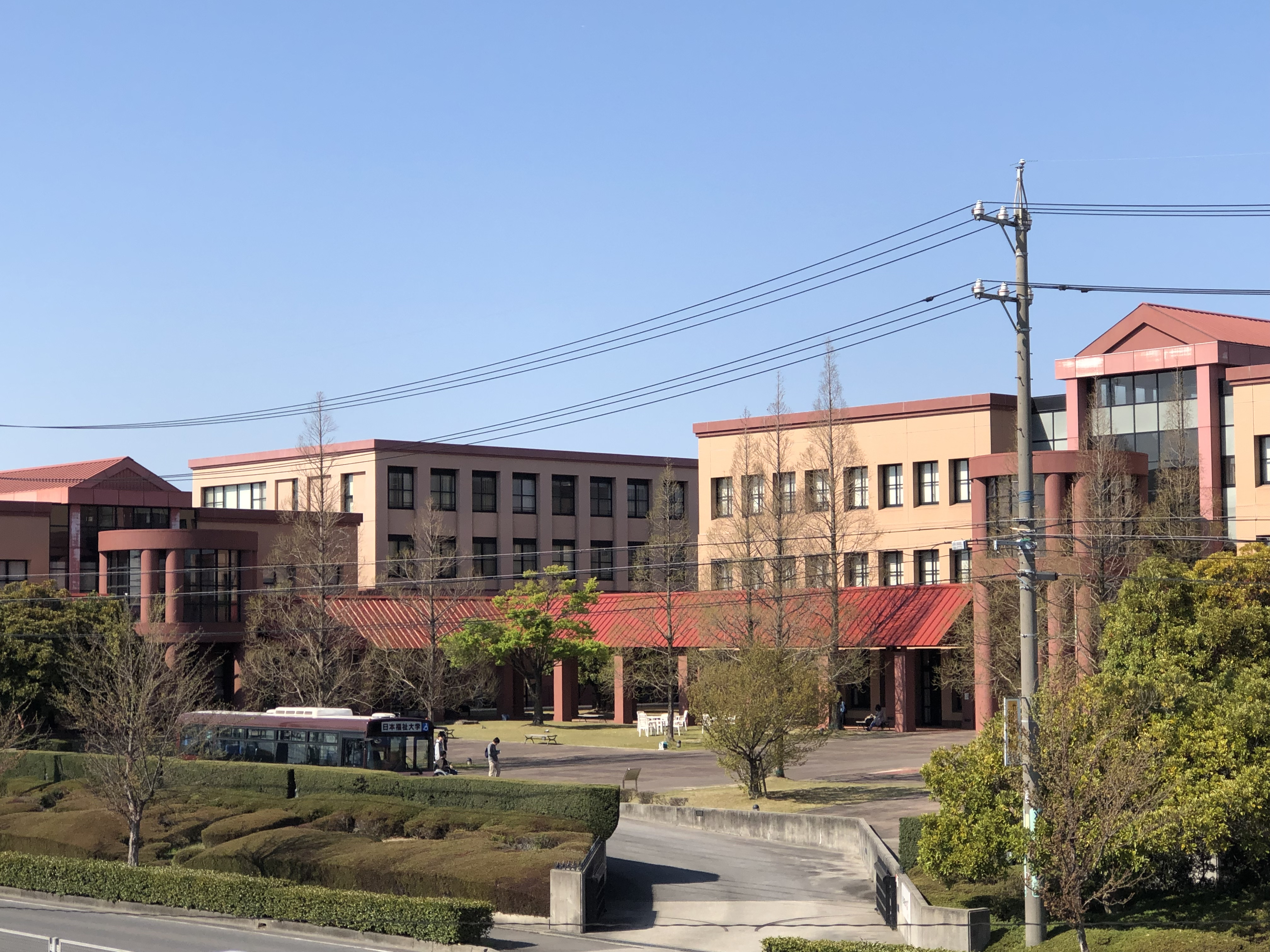
半田キャンパス

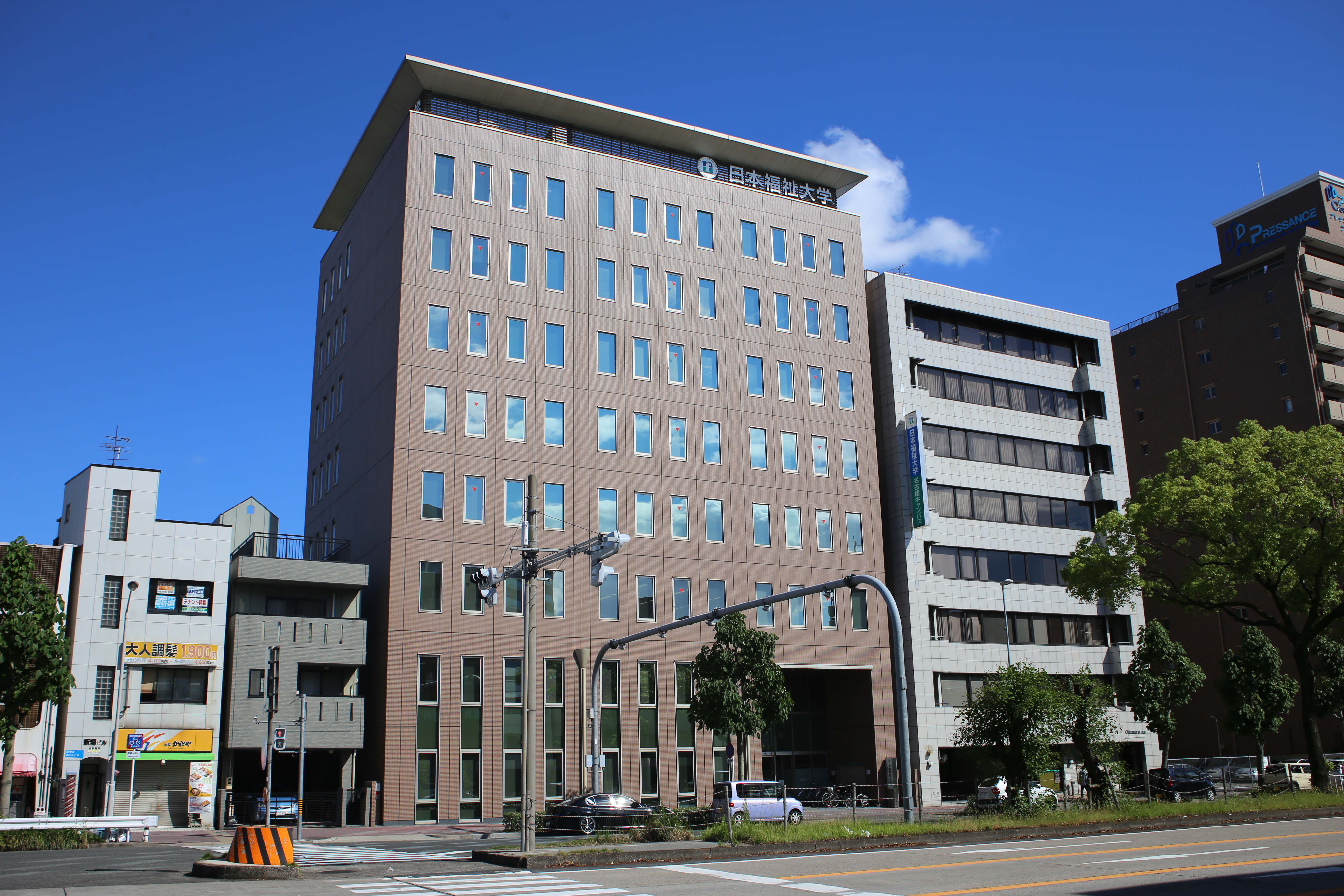
名古屋キャンパス

### 所在地
- 美浜キャンパス（〒470-3295 愛知県知多郡美浜町奥田会下前35-6）
  - 交通アクセス：知多奥田駅（名鉄知多新線）から徒歩
  - 設置学部：社会福祉学部、福祉経営学部、教育・心理学部、スポーツ科学部
- 半田キャンパス（〒475-0012 愛知県半田市東生見町26-2）
  - 交通アクセス：亀崎駅（JR東海武豊線）から徒歩15分もしくは知多バス「日本福祉大学」バス停下車
  - 設置学部：健康科学部
- 名古屋キャンパス（〒460-0012 愛知県名古屋市中区千代田5-22-35）
  - 交通アクセス：鶴舞駅（JR東海中央本線・名古屋市営地下鉄鶴舞線）から徒歩
  - 設置学部：大学院各研究科
- 東海キャンパス（〒477-0031 愛知県東海市大田町川南新田229）
  - 交通アクセス：太田川駅（名鉄常滑線・名鉄河和線）から徒歩
  - 設置学部：経済学部、国際福祉開発学部、看護学部

## 設置学部・大学院研究科

### 学部
- 社会福祉学部
  - 社会福祉学科
    - 行政専修
    - 子ども専修
    - 医療専修
    - 人間福祉専修
- 経済学部
  - 経済学科
- 健康科学部
  - リハビリテーション学科
    - 理学療法学専攻
    - 作業療法学専攻
    - 介護学専攻

  - 福祉工学科（2025年から工学部へ変更予定）
    - 情報工学専修
    - 建築バリアフリー専修
- 工学部（2025年、健康科学部福祉工学科を改組予定）
  - 工学科
    - 情報工学専修
    - 建築学専修
- 教育・心理学部
  - 子ども発達学科（2025年、こども学科へ名称変更予定）
  - こども学科（2025年、子ども発達学科から名称変更予定）
    - 保育・幼児教育専修
    - 学校教育専修（2024年から学校教育学科へ）
      - 学校教育コース
      - 特別支援教育コース

  - 学校教育学科（2024年、子ども発達学科学校教育専修を改組）
  - 心理学科
- 国際学部（2024年、国際福祉開発学部から名称変更）
  - 国際学科（2024年、国際福祉開発学科から名称変更）
- 看護学部
  - 看護学科
- スポーツ科学部
  - スポーツ科学科
- 福祉経営学部 - 通信課程
  - 医療・福祉マネジメント学科

### 大学院
- 社会福祉学研究科
  - 心理臨床専攻（修士課程）
  - 社会福祉学専攻（修士課程）- 通信教育
- 医療・福祉マネジメント研究科
  - 医療・福祉マネジメント専攻（修士課程）
- 国際社会開発研究科
  - 国際社会開発専攻（修士課程）- 通信教育
- 看護学研究科
  - 看護学専攻（修士課程）
- スポーツ科学研究科
  - スポーツ科学専攻（修士課程）
- 福祉社会開発研究科
  - 社会福祉学専攻（博士課程）
  - 国際社会開発専攻（博士課程）- 通信教育
  - 福祉経営専攻（博士課程）

## 系列校
- 日本福祉大学中央福祉専門学校
- 日本福祉大学付属高等学校

## 対外関係

### 他大学との協定

#### 主な海外の協定校
オーストラリア
- ビクトリア大学

台湾
- 義守大学

大韓民国
- 延世大学校
- 全南大学校

フィリピン
- フィリピン大学ディリマン校

マレーシア
- マレーシア科学大学

カンボジア
- 王立プノンペン大学

#### 国内の協定校
- 大同大学 - 連携協定
- 藤田医科大学 - 包括連携協定
- 6大学包括的連携協定
  - 北星学園大学
  - 松山大学
  - 広島修道大学
  - 熊本学園大学
  - 沖縄国際大学

## 主な大学関係者

### 主な教員
名誉教授
- 二木立（元学長）
- 加藤幸雄（元学長）
- 諏訪兼位（元学長）
- 児島美都子
- 竹中哲夫
- 福田静夫
- 高島進

教授
- 岩田公雄
- 川田稔
- 松本英孝
- 御橋廣眞

客員教授
- 上田敏
- 早川和男
- 近藤克則
- 富山和子
- 白澤政和
- 古川孝順
- 大橋謙策（日本社会事業大学元学長）
- 岩田正美（日本社会福祉学会会長）
- 杉山邦博（相撲ジャーナリスト・東京相撲記者クラブ会友）

### 主な出身者
- 長瀬保（政治家、北名古屋市長）
- 井坂紘一郎（政治家、美唄市長）
- 黒木睦郎（政治家、高千穂町長）
- 嘉数登（政治家、宮古島市長）
- 眞野哲（政治家、衆議院議員）
- 白川容子（政治家、参議院議員、元香川県議会議員）
- 玉木幸則（社会福祉士、障害者福祉活動家）
- 舟波真一（理学療法士）
- 萩吉康（社会学者、皇學館大学教授）
- 浅井春夫（社会学者、立教大学名誉教授）
- 石田勝義（教育学者、元浜松学院大学学長）
- 成清美治（社会福祉学者、神戸親和女子大学教授）
- 住友雄資（社会福祉学者、福岡県立大学教授）
- 田村和宏（社会福祉学者、立命館大学教授）
- 二羽泰子（社会学者、静岡県立大学講師）
- 丹波史紀（社会学者、立命館大学准教授、全国地域人権運動総連合事務局次長）
- 八巻正治（社会福祉学者、ラブリー・チャペル元牧師）
- 五島君子（学校心理士）
- 佐藤彰（牧師、神学校講師）
- 上崎洋一 （著作家、俳人）
- 木之下晃 （写真家）
- 武藤裕也 （写真家）
- 吉本浩二（漫画家）
- 浅尾拓也（元プロ野球選手）
- 水本裕貴（プロサッカー選手）
- 遠藤真帆（プロバスケットボール選手）
- 中嶋茜（ロンドンパラリンピック女子ゴールボール金メダリスト）
- 岩村絵里（フリーアナウンサー）
- 長浜之人（お笑い芸人、キャン×キャン）
- 温水洋一（俳優、タレント）
- 加藤晴彦（俳優）- 中退
- ゲッターズ飯田（占い師、作家、放送作家、タレント、YouTuber）
- 中脇雅裕（音楽プロデューサー、ディレクター）
- 原朋直（トランペット奏者）
- 三遊亭遊雀（落語家）- 中退
- 橘紅樂（橘流寄席文字書家）
- 久保匠（実業家）